# 영웅서기
《영웅서기: 솔티아의 바람》(영어: Heroes Lore: Wind of Soltia)은 엠포마코리아에서 2005년 출시한 모바일 액션 롤플레잉 게임이다. 플레이어는 이안, 레아, 케네스의 세 캐릭터 중 하나를 선택하여 플레이한다. 2008년 말 기준 80만 다운로드를 기록하였으며, 《영웅서기》의 인물들이 등장하는 후속작인 《영웅서기2》가 이듬해인 2006년에 출시되었다.